# Machesney Park, Illinois
Machesney Park là một làng thuộc quận Winnebago, tiểu bang Illinois, Hoa Kỳ. Năm 2010, dân số của làng này là 23499 người.

## Dân số
Dân số qua các năm:
- Năm 2000: 20759 người.
- Năm 2010: 23499 người.